# Castianeira cincta
Castianeira cincta är en spindelart som först beskrevs av Banks 1929.  Castianeira cincta ingår i släktet Castianeira och familjen flinkspindlar.
Artens utbredningsområde är Panama. Inga underarter finns listade.